# غونتيس أولمانيس
غونتيس أولمانيس (باللاتفية: Guntis Ulmanis)‏ (و. 1939 – م) هو سياسي، وبروفيسور (أستاذ جامعي) من لاتفيا، الاتحاد السوفيتي ولد في ريغا.

## مقالات متعلقة
- إيغارس كالفيتيس
- إيفارس غودمانيس
- أرتورز كريغانيس كارينش

## روابط خارجية
- غونتيس أولمانيس على موقع مونزينجر (الألمانية)